# Burladero

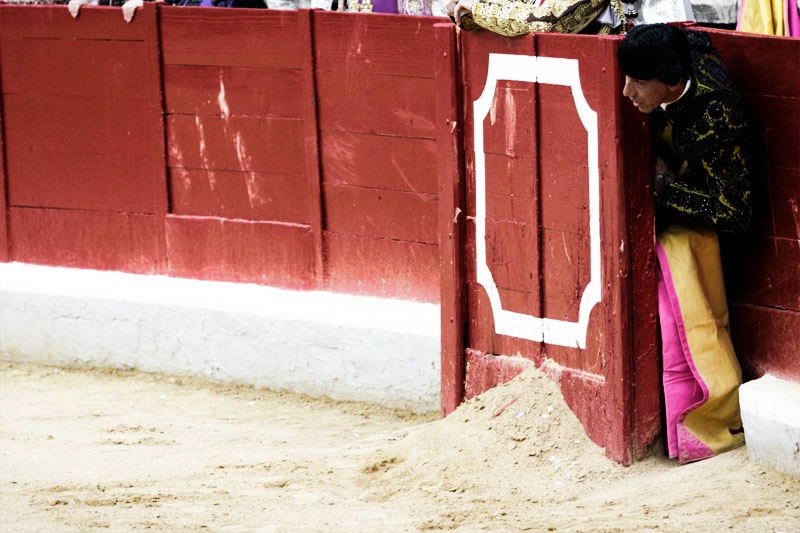
Torero refugiado tras un burladero

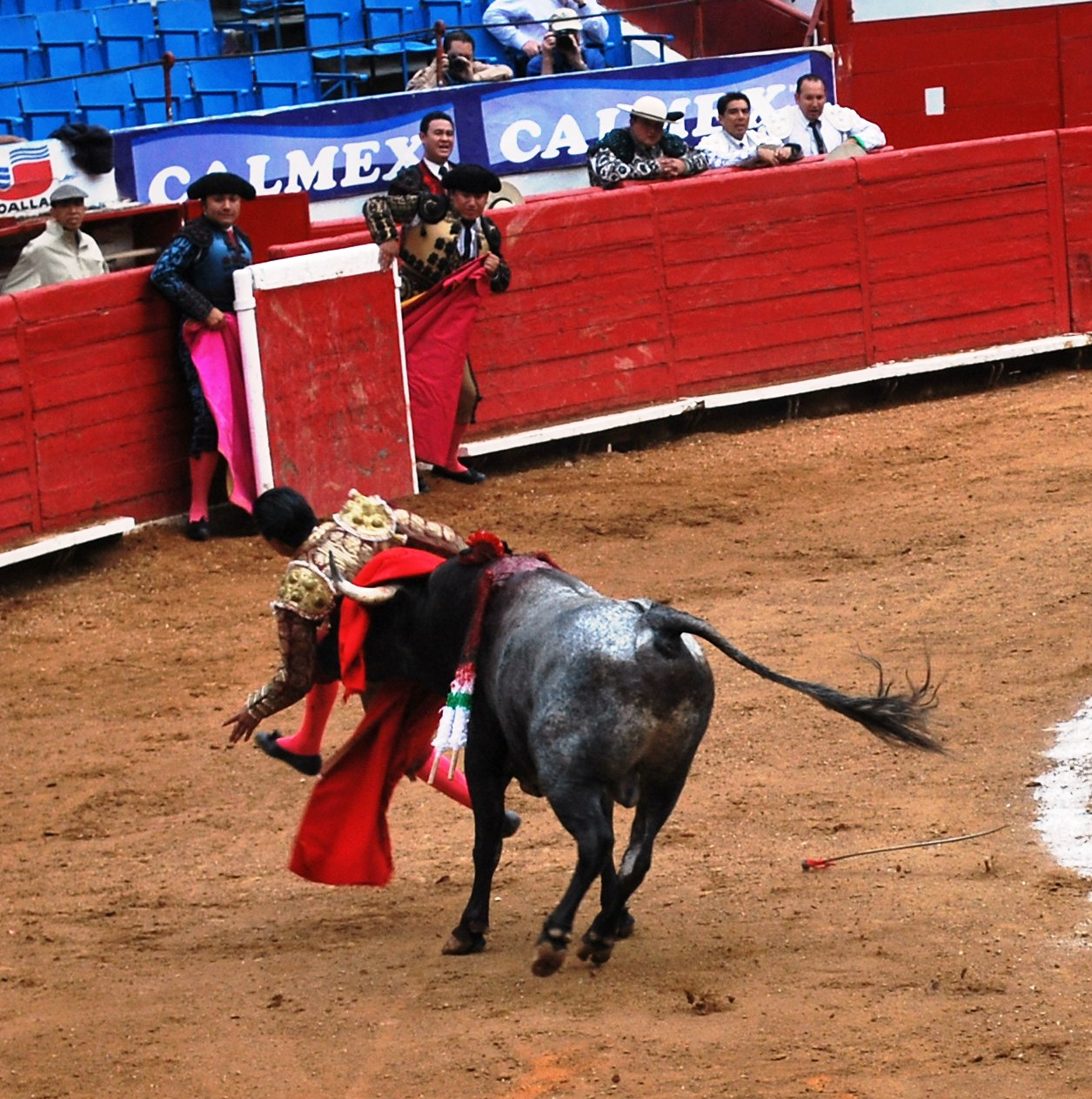
Dos miembros de la cuadrilla, protegidos tras el burladero, se disponen a salir a la plaza para ayudar al matador que ha resultado cogido

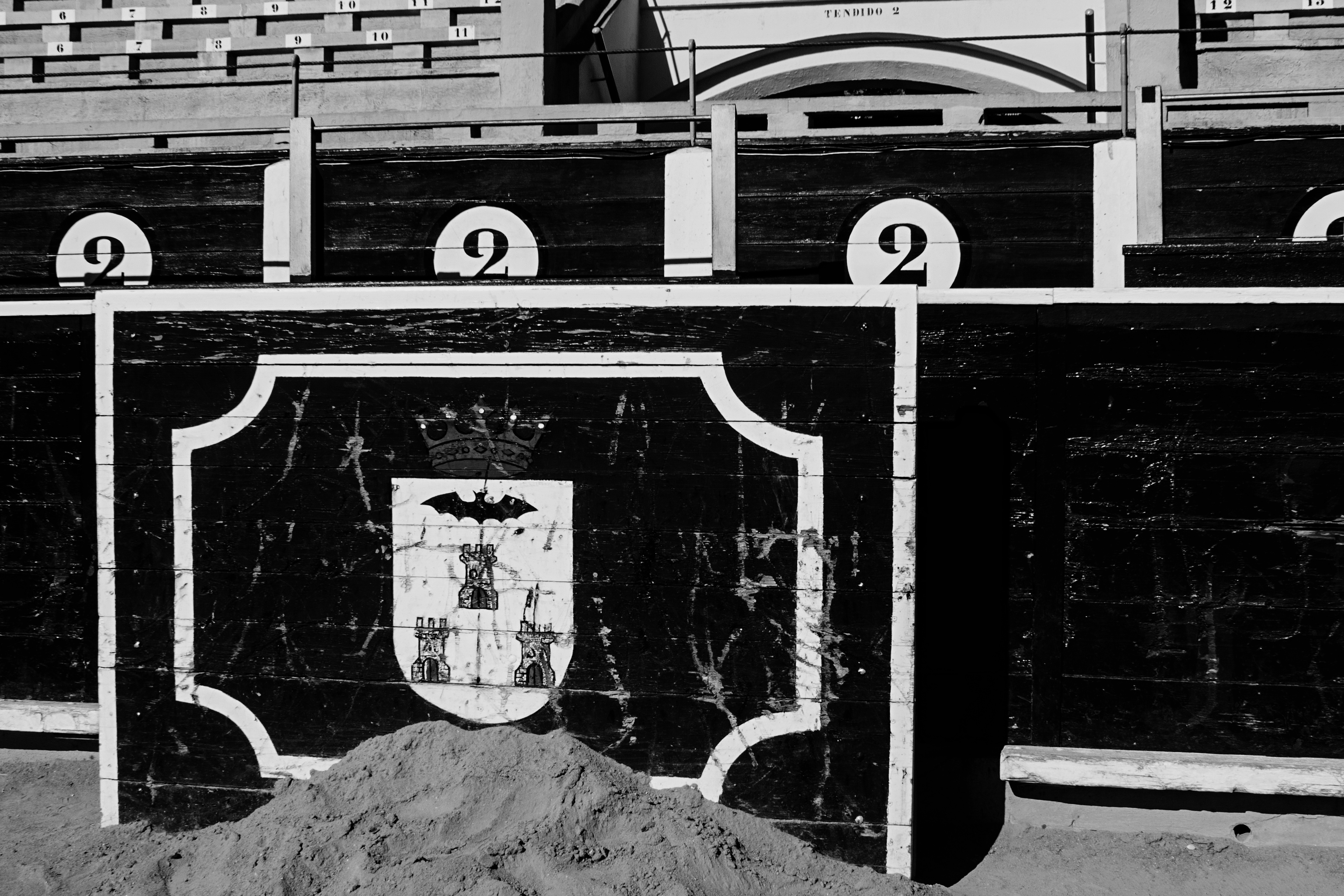
Burladero situado delante del tendido 2 de la Plaza de toros de Albacete

En tauromaquia, se denomina burladero al lugar en que se refugian los toreros y sus cuadrillas, detrás de las vallas que delimitan el ruedo, para no estar expuestos a las embestidas. Está formado por una serie de tablas ensambladas que dejan un espacio por el cual el torero puede salir y entrar al ruedo fácilmente, sin embargo es demasiado estrecho para que lo pueda emplear el toro para escapar del ruedo. Su uso se generalizó en las corridas de toros en los primeros años del siglo XX, anteriormente se usaban ocasionalmente, pero en general los toreros debían saltar por encima de las tablas para salir del ruedo en caso de peligro.

## Plaza de las Ventasde Madrid
Esta plaza dispone de cuatro burladeros equidistantes entre sí. Enfrente de los toriles se encuentra el burladero de contraquerencia, donde se coloca por lo general el matador cuando espera la salida del animal. El situado en el tendido 7 se utiliza para que la cuadrilla entretenga al toro mientras los picadores entran en la plaza y para que se refugie el banderillero que coloca el primer y tercer par de banderillas, y los otros dos burladeros se sitúan en el tendido 1 y el tendido 4 respectivamente.

## Plaza de toros de la Real Maestranza de Caballería de Sevilla
El ruedo de esta plaza no es totalmente circular, forma un óvalo de 63 por 58 metros en cuyo perímetro se sitúan 6 burladeros, en lugar de los cuatro con que cuenta la plaza de Madrid.

## Plaza de toros de Acho
En esta plaza, debido a sus grandes dimensiones, existía antiguamente en el centro del ruedo, una especie de burladero que se llamaban templador y se formaban con postes clavados en el suelo muy próximos, los cuales permitían a los toreros refugiarse y escapar de la embestida del toro, sin necesidad de llegar al perímetro de la plaza.

## Anécdotas
El 20 de junio de 1889 el torero Manuel Fuentes "Bocanegra" asistió a una corrida de toros celebrada en la plaza de toros de Baeza, durante la cual saltó al ruedo para ayudar al inexperto torero que realizaba la lidia del animal, pero fue embestido por el toro y no pudiendo refugiarse en el burladero debido a su obesidad, recibió una enorme cornada, como consecuencia de la cual murió al día siguiente.